# Bataille de Carpio
 (décembre 2023).
Si vous disposez d'ouvrages ou d'articles de référence ou si vous connaissez des sites web de qualité traitant du thème abordé ici, merci de compléter l'article en donnant les références utiles à sa vérifiabilité et en les liant à la section « Notes et références ».
Guerre d'indépendance espagnole
La bataille de Carpio ou bataille d'El Carpio a eu lieu à El Carpio, près de Medina del Campo, Valladolid, le 23 novembre 1809, entre une force espagnole de 19 000 hommes commandée par le lieutenant-général Diego de Cañas y Portocarrero, duc de Parque et une force française de 10 000 réguliers et 1 700 cavaliers sous les ordres du général François Étienne Kellermann pendant la guerre d'Espagne.
Les forces françaises furent vaincues et contraintes de quitter la ville. Dans cette lutte moururent deux éminents dirigeants espagnols, Salvador de Molina et le colonel Juan Drimgold.

## La bataille
La campagne d'Espagne à la fin de 1809 avait commencé avec la Bataille de Talavera.
Diego de Cañas y Portocarrero a dirigé l'armée du Nord dans une offensive sur deux fronts contre Madrid. Il connut un certain succès au début, repoussant le général Marchand et le VIe Corps à Tamames. Puis l'armée du Sud connut le désastre lors de la Bataille d'Ocaña. L'historien David Gates a écrit :

« Marchand abandonne de nouveau Salamanque à l'ennemi et se replie sur le Douro, s'unissant à la colonne mobile de  Kellermann - qui s'était précipitée à son secours - à Medina del Campo. Cependant, après y avoir mené un engagement superficiel, Diego de Cañas y Portocarrero apprit la débâcle d'Ocaña et, se rendant compte que les forces de Joseph étaient désormais libres de se concentrer contre lui, se retira immédiatement vers le sanctuaire des sierras[réf. nécessaire]. »

## Après la bataille
La campagne d'Espagne à la fin de 1809 s'est poursuivie avec la deuxième offensive de Madrid lors de la Bataille d'Alba de Tormes, où Kellermann et Marchand ont rattrapé Diego de Cañas y Portocarrero le 26 novembre 1809 et ont infligé une défaite cinglante à l'armée espagnole.